# Pierre Rameau

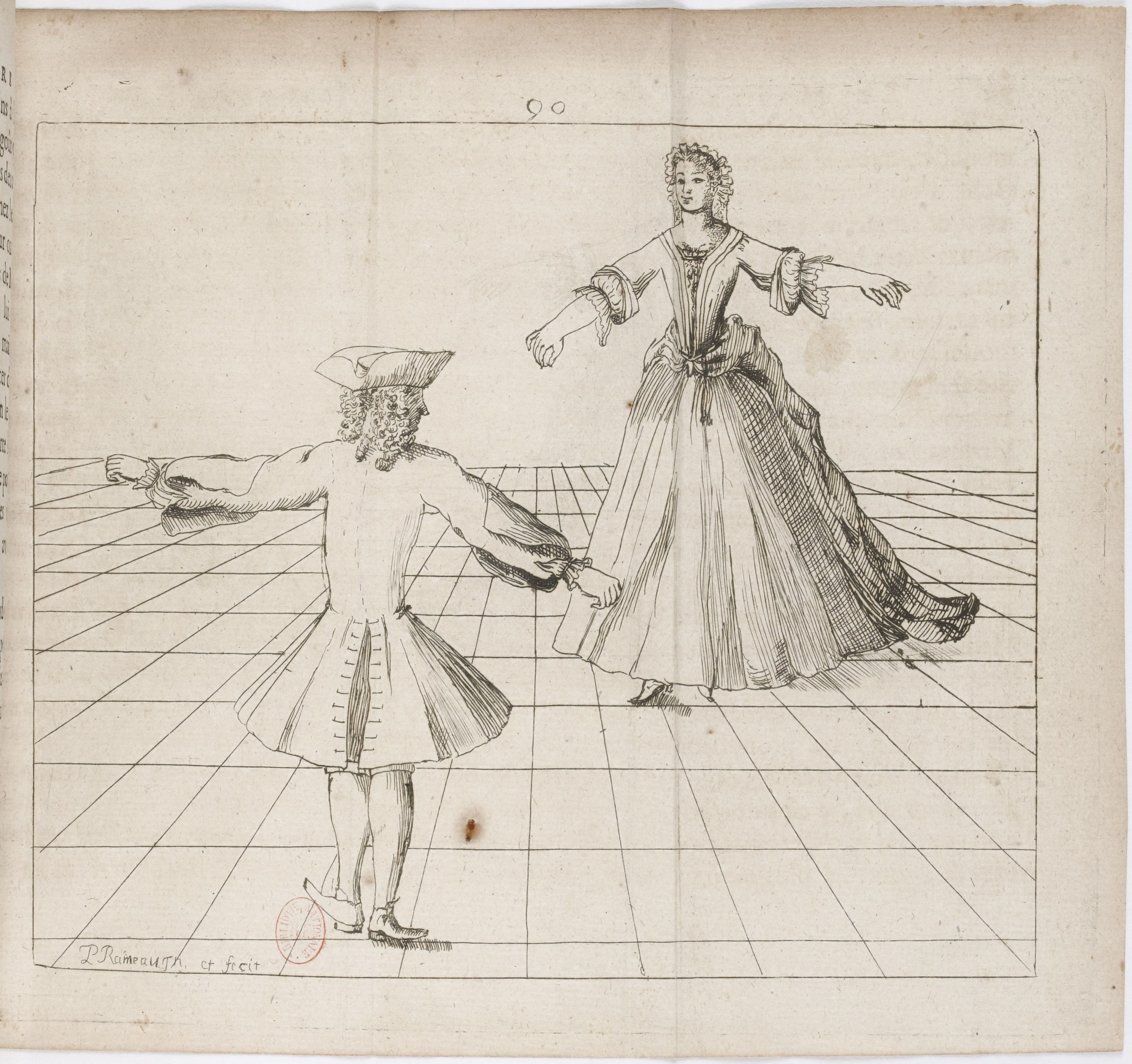
Pierre Rameau, Le Maître à danser, Paryż, 1725

Pierre Rameau (ur. 1674, zm. 1748) – francuski mistrz tańca na dworze hiszpańskim. W roku 1725 wydał podręcznik do nauki tańca: Maître à danser, który uczynił go sławnym. O życiu osobistym Pierre'a Rameau wiemy niewiele. Wydaje się, że nie jest on spokrewniony z rodziną muzyków Rameau, której najwybitniejszym reprezentantem był Jean-Philippe Rameau.